# Craig Gordon
Craig Anthony Gordon (* 31. Dezember 1982 in Edinburgh) ist ein schottischer Fußballspieler. Er spielt bei Heart of Midlothian auf der Position des Torwarts.

## Karriere

### Verein
Craig Gordon begann seine Karriere in der Jugendabteilung des schottischen Vereins Heart of Midlothian. Er durchlief alle Jugendteams, bis er im Oktober 1999 einen Profivertrag unterschrieb. Sein Debüt feierte er dann mit 19 Jahren im Oktober 2002 beim Ligaspiel gegen den FC Livingston. Von da an dauerte es nicht mehr lange und er hatte den bisherigen Stammtorwart Tepi Moilanen aus dem Kasten der Hearts verdrängt und wurde später sogar Mannschaftskapitän. Insgesamt bestritt Gordon, der selbst großer Fan der Hearts ist, 139 Ligaspiele für den Klub aus Edinburgh. In der Saison 2001/02 wurde Gordon zwischen Oktober und Dezember an den damaligen Viertligisten FC Cowdenbeath verliehen. Im August 2007 wechselte er für 9 Millionen Pfund zum englischen Premier-League-Verein AFC Sunderland. Damit wurde er zum bisher teuersten britischen Torhüter. Im Juli 2014 unterschrieb Gordon einen Zweijahresvertrag bei Celtic Glasgow. Am Saisonende gewann er mit Celtic die Schottische Meisterschaft und den Ligapokal. Vor Beginn der neuen Spielzeit 2015/16 verlängerte Gordon seinen Vertrag vorzeitig bis 2018.
Ende Januar 2017 berichteten Medien übereinstimmend, dass Craig Gordon ein Angebot vom Premier League Top-Klub FC Chelsea vorliege. Dort soll er den wechselwilligen Asmir Begović beerben und der Ersatztorhüter von Thibaut Courtois werden. Am 29. Januar 2017 bestätigte Brendan Rodgers ein derartiges Angebot des FC Chelsea, betonte jedoch das Vertragsangebot abzulehnen.
Am 24. Dezember 2022 erlitt Gordon nach einer Kollision mit Steven Fletcher während eines Spiels in der schottischen Meisterschaft gegen Dundee United eine schwere Beinverletzung.

### Nationalmannschaft
In die schottische Fußballnationalmannschaft wurde Gordon 2004 erstmals berufen. Zur Fußball-Europameisterschaft 2021 wurde er in den schottischen Kader berufen, kam aber mit diesem nicht über die Gruppenphase hinaus.

## Erfolge
- Schottischer Meister (6): 2015, 2016, 2017, 2018, 2019, 2020
- Schottischer Pokal (2): 2017, 2018
- Schottischer Ligapokal (5): 2015, 2017, 2018, 2019, 2020